# Всесвітні пляжні ігри 2019
Всесвітні пляжні ігри 2019 (англ. 2019 World Beach Games; араб. 2019 ألعاب الشاطئ العالمية, офіційна назва I Всесвітні пляжні ігри) - 1-і за рахунком Всесвітні пляжні ігри, які проходять з 12 по 16 жовтня 2019 у місті Доха (Катар).

## Визначення міста

### Офіційні кандидати
Сан-Дієго (США) виявився єдиним кандидатом на проведення ігор, оскільки інші заявки, або були зняті, або відкликані.

### відкликати заявки
- Сарасота (США)
- Сочі (Росія)
- Дубай (ОАЕ)
- група міст (Китай)

### Ухвалення рішення
30 жовтня 2015 на генеральній асамблеї АНОК у Вашингтоні було одноголосно прийнято рішення про проведення ігор в Сан-Дієго.

### Перенесення ігор
14 червня 2019 года АНОК вирішила перенести гри з Сан-Дієго до Катару, пояснивши це рішення фінансовими проблемами.

## Ігри

### Спортивні змагання
Пляж
- Пляжна боротьба
- Карате
- Пляжний волейбол
- Пляжний гандбол
- Пляжний теніс
- Пляжний футбол

Вода
- Вейкбординг
- Водні лижі
- Кайтсерфінг
- Плавання на відкритій воді
- Серфінг
  - Лонг-борд
  - Шорт-борд

Екшн-спорт
- Акватлон
- Баскетбол 3х3
- Боулдерінг
- Їзда на велосипеді
  - BMX
- Скейтбординг

### Представлені Національні олімпійські комітети (НОК)
З 206 світових НОК на іграх взяло участь 97:
| Представлені Національні олімпійські комітети |
| --- |
| - Американське Самоа (1) - Аргентина (26) - Аруба (2) - Австралія (41) - Австрія (5) - Азербайджан (7) - Барбадос (1) - Білорусь (3) - Бельгія (1) - Ботсвана (2) - Бразилія (78) - Болгарія (3) - Камбоджа (1) - Камерун (1) - Канада (15) - Кабо-Верде (10) - Чилі (10) - Китай (24) - Колумбія (8) - Хорватія (15) - Чехія (13) - Данія (28) - Домініка (11) - Еквадор (6) - Сальвадор (12) - Фінляндія (2) - Франція (28) - Гамбія (6) - Грузія (4) - Німеччина (20) - Велика Британія (20) - Греція (17) - Гонконг (5) - Угорщина (34) - Індонезія (12) - Іран (17) - Ірландія (2) - Ізраїль (3) - Італія (32) - Кот-д'Івуар (4) - Японія (24) - Йорданія (8) - Казахстан (3) - Південна Корея (3) - Кувейт (2) - Латвія (6) - Ліберія (2) - Люксембург (2) - Мадагаскар (4) - Малайзія (2) - Малі (4) - Маврикій (1) - Мексика (30) - Монголія (8) - Чорногорія (1) - Марокко (18) - Мозамбік (6) - Намібія (4) - Нідерланди (9) - Нова Зеландія (5) - Нігерія (8) - Оман (12) - Пакистан (1) - Панама (1) - Парагвай (22) - Перу (6) - Філіппіни (2) - Польща (23) - Португалія (14) - Пуерто-Рико (5) - Катар (32) (господарі) - Румунія (10) - Росія (55) - Сан-Марино (2) - Сенегал (12) - Сербія (2) - Сінгапур (1) - Словаччина (4) - Словенія (10) - Соломонові Острови (12) - Іспанія (64) - Суринам (1) - Швеція (13) - Швейцарія (15) - Китайський Тайбей (5) - Таїланд (3) - Того (8) - Туніс (20) - Туреччина (12) - Уганда (7) - Україна (33) - Об'єднані Арабські Емірати (12) - США (70) - Уругвай (23) - Вануату (6) - Венесуела (18) - В'єтнам (12) |

### Календар
Всі дати вказані за аравійським стандартним часом (UTC+3)
| ЦВ | Церемонія відкриття | ● | Заходи змагань | 1 | Фінали | ЦЗ | Церемонія закриття |

| Жовтень 2019                         | Жовтень 2019                         | 11-е П'ят | 12-е Суб | 13-е Нед | 14-е Пон | 15-е Вів | 16-е Сер | Змагання |
| ------------------------------------ | ------------------------------------ | --------- | -------- | -------- | -------- | -------- | -------- | -------- |
| Церемонії                            | Церемонії                            |           | ЦВ       |          |          |          | ЦЗ       | Н/Д      |
| Баскетбол – Баскетбол 3х3            | Баскетбол – Баскетбол 3х3            |           |          | ●        | ●        | ●        | 2        | 2        |
| Боротьба – Пляжна боротьба           | Боротьба – Пляжна боротьба           |           |          |          | 4        | 4        |          | 8        |
| Вітрильний спорт – гонки на кайтфолі | Вітрильний спорт – гонки на кайтфолі |           |          | ●        | ●        | 1        | 1        | 2        |
| Водні лижі – Водяний стрибок         | Водні лижі – Водяний стрибок         |           |          | ●        | 2        |          |          | 2        |
| Водні лижі – Вейкбординг             | Водні лижі – Вейкбординг             |           |          | ●        | 2        |          |          | 2        |
| Гандбол – Пляжний гандбол            | Гандбол – Пляжний гандбол            | ●         | ●        | ●        | ●        | ●        | 2        | 2        |
| Карате – Індивідуальна ката          | Карате – Індивідуальна ката          |           | ●        | 2        |          |          |          | 2        |
| Плавання – Відкрита вода             | Плавання – Відкрита вода             |           |          | 2        |          |          |          | 2        |
| Пляжний волейбол – 4x4               | Пляжний волейбол – 4x4               |           | ●        | ●        | ●        | ●        | 2        | 2        |
| Скейтбординг – Парк                  | Скейтбординг – Парк                  |           |          |          | 1        | 1        |          | 2        |
| Спортивне лазання – Боулдерінг       | Спортивне лазання – Боулдерінг       |           |          | ●        | 2        |          |          | 2        |
| Теніс – Пляжний теніс                | Теніс – Пляжний теніс                |           | ●        | ●        | ●        | 2        | 1        | 3        |
| Тріатлон – Акватлон                  | Тріатлон – Акватлон                  |           |          |          | 2        | 1        |          | 3        |
| Футбол – Пляжний футбол              | Футбол – Пляжний футбол              | ●         |          | ●        | ●        | ●        | 2        | 2        |

## Медальний залік
*   Країна-господарка (Катар)
| Місце                | Країна                         | Золото | Срібло | Бронза | Загалом |
| -------------------- | ------------------------------ | ------ | ------ | ------ | ------- |
| 1                    | Іспанія (ESP)                  | 7      | 1      | 2      | 10      |
| 2                    | Бразилія (BRA)                 | 5      | 4      | 3      | 12      |
| 3                    | Італія (ITA)                   | 4      | 1      | 1      | 6       |
| 4                    | США (USA)                      | 4      | 0      | 4      | 8       |
| 5                    | Японія (JPN)                   | 3      | 2      | 0      | 5       |
| 6                    | Росія (RUS)                    | 2      | 2      | 3      | 7       |
| 7                    | Грузія (GEO)                   | 2      | 1      | 1      | 4       |
| 8                    | Франція (FRA)                  | 1      | 2      | 0      | 3       |
| 9                    | Іран (IRI)                     | 1      | 1      | 1      | 3       |
| 9                    | Білорусь (BLR)                 | 1      | 1      | 1      | 3       |
| 11                   | Нігерія (NGR)                  | 1      | 1      | 0      | 2       |
| 11                   | Нідерланди (NED)               | 1      | 1      | 0      | 2       |
| 13                   | Німеччина (GER)                | 1      | 0      | 3      | 4       |
| 14                   | Данія (DEN)                    | 1      | 0      | 0      | 1       |
| 14                   | Колумбія (COL)                 | 1      | 0      | 0      | 1       |
| 14                   | Пакистан (PAK)                 | 1      | 0      | 0      | 1       |
| 17                   | Азербайджан (AZE)              | 0      | 4      | 1      | 5       |
| 18                   | Угорщина (HUN)                 | 0      | 3      | 1      | 4       |
| 19                   | Туреччина (TUR)                | 0      | 2      | 0      | 2       |
| 20                   | Україна (UKR)                  | 0      | 1      | 2      | 3       |
| 21                   | Велика Британія (GBR)          | 0      | 1      | 1      | 2       |
| 21                   | Китай (CHN)                    | 0      | 1      | 1      | 2       |
| 23                   | Австралія (AUS)                | 0      | 1      | 0      | 1       |
| 23                   | Катар (QAT)                    | 0      | 1      | 0      | 1       |
| 23                   | Китайський Тайбей (TPE)        | 0      | 1      | 0      | 1       |
| 23                   | Польща (POL)                   | 0      | 1      | 0      | 1       |
| 23                   | Пуерто-Рико (PUR)              | 0      | 1      | 0      | 1       |
| 23                   | Фінляндія (FIN)                | 0      | 1      | 0      | 1       |
| 23                   | Швейцарія (SUI)                | 0      | 1      | 0      | 1       |
| 30                   | Румунія (ROU)                  | 0      | 0      | 3      | 3       |
| 31                   | Індонезія (INA)                | 0      | 0      | 1      | 1       |
| 31                   | Болгарія (BUL)                 | 0      | 0      | 1      | 1       |
| 31                   | Венесуела (VEN)                | 0      | 0      | 1      | 1       |
| 31                   | Гонконг (HKG)                  | 0      | 0      | 1      | 1       |
| 31                   | Домініканська Республіка (DOM) | 0      | 0      | 1      | 1       |
| 31                   | Канада (CAN)                   | 0      | 0      | 1      | 1       |
| 31                   | Монголія (MGL)                 | 0      | 0      | 1      | 1       |
| 31                   | Словенія (SLO)                 | 0      | 0      | 1      | 1       |
| 31                   | Чилі (CHI)                     | 0      | 0      | 1      | 1       |
| 31                   | Швеція (SWE)                   | 0      | 0      | 1      | 1       |
| Загалом (40 збірних) | Загалом (40 збірних)           | 36     | 36     | 38     | 110     |